# نيلوفر (اسم)

نيلوفر (بالتركية: Nilüfer)‏ هو اسم علم شخصي مؤنث من أصل تركي فارسي، يعتبر من أكثر أسماء الإناث شعبية في تركيا و إيران.

## الشخصيات
- نيلوفر أتشيكالين ممثلة وروائية وسياسية تركية
- نيلوفر ابتكار سياسية إيرانية